# Serrat de la Carbassa
El Serrat de la Carbassa és una serra situada al municipi de Montferrer i Castellbò a la comarca de l'Alt Urgell, amb una elevació màxima de 1.789 metres.